# 205 до н. е.

## Події
- Моде (Маодунь) вбив свого батька Тоумань-шаньюя та очолює гунів.
- Критська війна

## Померли
- Чжан Хань, військовий очильник династії Цинь.